# Saarbahn
| Logo |                                                       |                                                        |                                                        |
| Streckenlänge: | 43,4 km                                               |                                                        |                                                        |
| Spurweite: | 1435 mm (Normalspur)                                  |                                                        |                                                        |
| Stromsystem: | 750 V =                                               |                                                        |                                                        |
| Minimaler Radius: | 190 m                                                 |                                                        |                                                        |
| Zweigleisigkeit: | Walpershofen Mitte–Güchenbach Riegelsberg Süd–Brebach |                                                        |                                                        |
| |                                                       |                                                        |                                                        |
| \| \| \| von Lebach \| \| \| \| \| Walpershofen Mitte \| \| \| \| \| nach Völklingen \| \| \| \| \| Systemwechsel EBO / BOStrab \| \| \| \| \| Walpershofen/Etzenhofen \| \| \| \| \| Gisorsstraße \| \| \| \| \| Güchenbach \| \| \| \| \| Riegelsberghalle \| \| \| \| \| Riegelsberg Kirchstraße \| \| \| \| \| Riegelsberg Rathaus \| \| \| \| \| Wolfskaulstraße \| \| \| \| \| Riegelsberg Süd \| \| \| \| \| Heinrichshaus \| \| \| \| \| Siedlerheim \| \| \| \| \| Rastpfuhl \| \| \| \| \| Pariser Platz/Sankt Paulus \| \| \| \| \| Cottbuser Platz \| \| \| \| \| Saarstrecke \| \| \| \| \| Rosseltalbahn und Forbacher Bahn \| \| \| \| \| Systemwechsel EBO (15 kV) / BOStrab (750 V) \| \| \| \| \| \| \| \| \| \| \| \| \| \| \| Ludwigstraße \| \| \| \| \| Güterstrecke \| \| \| \| \| Trierer Straße \| \| \| \| \| Hauptbahnhof \| \| \| \| \| Kaiserstraße \| \| \| \| \| Johanneskirche \| \| \| \| \| Landwehrplatz \| \| \| \| \| Uhlandstraße \| \| \| \| \| Hellwigstraße \| \| \| \| \| Kieselhumes \| \| \| \| \| Römerkastell \| \| \| \| \| System. und Stromwechsel BOStrab (750 V) / EBO (15 kV) \| \| \| \| \| Strecke von Saarbrücken Hbf \| \| \| \| \| Brebach \| \| \| \| \| Strecke nach Sarreguemines \| \| |                                                       |                                                        |                                                        |
| Strecke |                                                       | von Lebach                                             | von Lebach                                             |
| Bahnhof |                                                       | Walpershofen Mitte                                     | Walpershofen Mitte                                     |
| Abzweig geradeaus und ehemals nach rechts |                                                       | nach Völklingen                                        | nach Völklingen                                        |
| Grenze mit U-Bahn |                                                       | Systemwechsel EBO / BOStrab                            | Systemwechsel EBO / BOStrab                            |
| U-Bahn-Haltepunkt / Haltestelle |                                                       | Walpershofen/Etzenhofen                                | Walpershofen/Etzenhofen                                |
| U-Bahn-Haltepunkt / Haltestelle |                                                       | Gisorsstraße                                           | Gisorsstraße                                           |
| U-Bahn-Haltepunkt / Haltestelle |                                                       | Güchenbach                                             | Güchenbach                                             |
| U-Bahn-Haltepunkt / Haltestelle |                                                       | Riegelsberghalle                                       | Riegelsberghalle                                       |
| U-Bahn-Haltepunkt / Haltestelle |                                                       | Riegelsberg Kirchstraße                                | Riegelsberg Kirchstraße                                |
| U-Bahn-Haltepunkt / Haltestelle |                                                       | Riegelsberg Rathaus                                    | Riegelsberg Rathaus                                    |
| U-Bahn-Haltepunkt / Haltestelle |                                                       | Wolfskaulstraße                                        | Wolfskaulstraße                                        |
| U-Bahn-Haltepunkt / Haltestelle |                                                       | Riegelsberg Süd                                        | Riegelsberg Süd                                        |
| U-Bahn-Haltepunkt / Haltestelle |                                                       | Heinrichshaus                                          | Heinrichshaus                                          |
| U-Bahn-Haltepunkt / Haltestelle |                                                       | Siedlerheim                                            | Siedlerheim                                            |
| U-Bahn-Haltepunkt / Haltestelle |                                                       | Rastpfuhl                                              | Rastpfuhl                                              |
| U-Bahn-Haltepunkt / Haltestelle |                                                       | Pariser Platz/Sankt Paulus                             | Pariser Platz/Sankt Paulus                             |
| U-Bahn-Haltepunkt / Haltestelle |                                                       | Cottbuser Platz                                        | Cottbuser Platz                                        |
| U-Bahn-Kreuzung mit Eisenbahn Anfang Hochstrecke |                                                       | Saarstrecke                                            | Saarstrecke                                            |
| Abzweig quer und von rechts · U-Bahn-Kreuzung mit Eisenbahn |                                                       | Rosseltalbahn und Forbacher Bahn                       | Rosseltalbahn und Forbacher Bahn                       |
| Grenze mit U-Bahn · U-Bahn-Strecke |                                                       | Systemwechsel EBO (15 kV) / BOStrab (750 V)            | Systemwechsel EBO (15 kV) / BOStrab (750 V)            |
| U-Bahn-Strecke nach links · U-Bahn-Kreuzung Ende Hochstrecke · U-Bahn-Strecke von rechts |                                                       |                                                        |                                                        |
| U-Bahn-Abzweig geradeaus und von links · U-Bahn-Strecke nach rechts |                                                       |                                                        |                                                        |
| U-Bahn-Haltepunkt / Haltestelle |                                                       | Ludwigstraße                                           | Ludwigstraße                                           |
| U-Bahn-Kreuzung mit Eisenbahn geradeaus unten |                                                       | Güterstrecke                                           | Güterstrecke                                           |
| U-Bahn-Haltepunkt / Haltestelle |                                                       | Trierer Straße                                         | Trierer Straße                                         |
| U-Bahn-Haltepunkt / Haltestelle |                                                       | Hauptbahnhof                                           | Hauptbahnhof                                           |
| U-Bahn-Haltepunkt / Haltestelle |                                                       | Kaiserstraße                                           | Kaiserstraße                                           |
| U-Bahn-Haltepunkt / Haltestelle |                                                       | Johanneskirche                                         | Johanneskirche                                         |
| U-Bahn-Haltepunkt / Haltestelle |                                                       | Landwehrplatz                                          | Landwehrplatz                                          |
| U-Bahn-Haltepunkt / Haltestelle |                                                       | Uhlandstraße                                           | Uhlandstraße                                           |
| U-Bahn-Haltepunkt / Haltestelle |                                                       | Hellwigstraße                                          | Hellwigstraße                                          |
| U-Bahn-Haltepunkt / Haltestelle |                                                       | Kieselhumes                                            | Kieselhumes                                            |
| U-Bahn-Haltepunkt / Haltestelle |                                                       | Römerkastell                                           | Römerkastell                                           |
| U-Bahn-Grenze mit Eisenbahn |                                                       | System. und Stromwechsel BOStrab (750 V) / EBO (15 kV) | System. und Stromwechsel BOStrab (750 V) / EBO (15 kV) |
| Abzweig geradeaus und von links |                                                       | Strecke von Saarbrücken Hbf                            | Strecke von Saarbrücken Hbf                            |
| Bahnhof |                                                       | Brebach                                                | Brebach                                                |
| Strecke |                                                       | Strecke nach Sarreguemines                             | Strecke nach Sarreguemines                             |

Die Saarbahn ist eine 1997 eröffnete saarländische Regionalstadtbahn nach dem Tram-Train-Prinzip. Sie besteht aus einer nach BOStrab betriebenen Kernstrecke in Saarbrücken und Riegelsberg, die die beiden nach EBO betriebenen Strecken Lebach–Völklingen (Köllertalbahn) im Norden und Saarbrücken–Sarreguemines im Süden miteinander verbindet. Für die Infrastruktur der Innenstadtstrecke sowie des nördlichen EBO-Abschnitts ist die Saarbahn Netz GmbH (bis zum 30. September 2015 Stadtbahn Saar Gesellschaft mit beschränkter Haftung) zuständig, während auf der südlichen Außenstrecke die DB InfraGO AG bzw. das französische Unternehmen SNCF Réseau zuständige Eisenbahninfrastrukturunternehmen sind. Als Eisenbahnverkehrsunternehmen fungiert auf der Gesamtstrecke die Saarbahn GmbH.
In der Saarbrücker Innenstadt entspricht die Streckenführung der 1997 eröffneten Saarbahn-Neubaustrecke dabei im Wesentlichen der 1965 stillgelegten Linie 5 der Straßenbahn Saarbrücken. Diese verkehrte zwischen Rastpfuhl und Schafbrücke und war die letzte Linie des alten meterspurigen Netzes.

## Geschichte
Erste Überlegungen zum Aufbau einer Regionalstadtbahn in und um Saarbrücken begannen in den 1990er Jahren. Der Busverkehr in der Saarbrücker Innenstadt wies damals eine so große Dichte auf, dass die Fahrzeuge teilweise im Minutentakt verkehrten. Nach dem Vorbild des bereits seit 1992 mit großem Erfolg betriebenen Karlsruher Modells begann man auch im Saarland mit Planungen zum Aufbau einer Regionalstadtbahn. Kernpunkt des Konzeptes war der Neubau einer innerstädtischen Stadtbahnstrecke, auf den Außenästen sollte hingegen die bereits vorhandene Eisenbahn-Infrastruktur der Deutschen Bahn AG mitbenutzt werden. Bereits 1992 lieh man sich dann einen Stadtbahnwagen der Stadtbahn Karlsruhe aus und ließ ihn die Strecke Fürstenhausen – Gersweiler Bahnhof – Saarbrücken Messebahnhof fahren.

### Vorlaufbetrieb auf der Bahnstrecke Saarbrücken–Sarreguemines
Vor der Eröffnung der Saarbrücker Innenstadtstrecke existierte zwischen Saarbrücken Hauptbahnhof und Hanweiler bereits ein Vorlaufbetrieb mit Saarbahn-Fahrzeugen. Es wurde dabei jedoch noch nach dem Fahrplan der zuvor auf diesem Abschnitt eingesetzten lokbespannten Wendezüge gefahren, die Betriebsführung erfolgte im Auftrag der Deutschen Bahn. Dieser Vorlaufbetrieb begann am 29. September 1997 und endete am 24. Oktober 1997, dem Tag der Eröffnung der Neubaustrecke durch die Innenstadt.

### Inbetriebnahme der Innenstadtstrecke

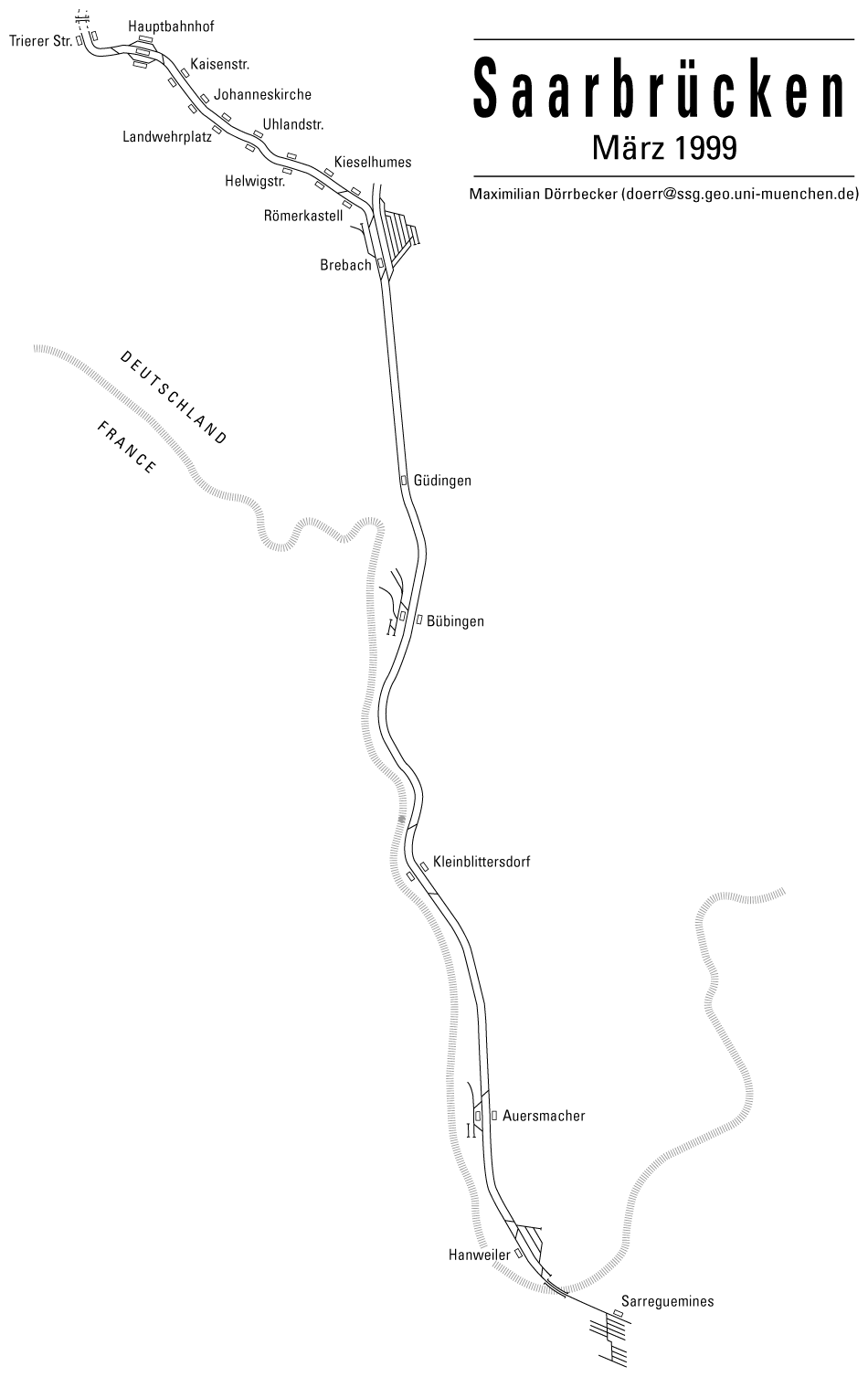
Gleisplan 1999

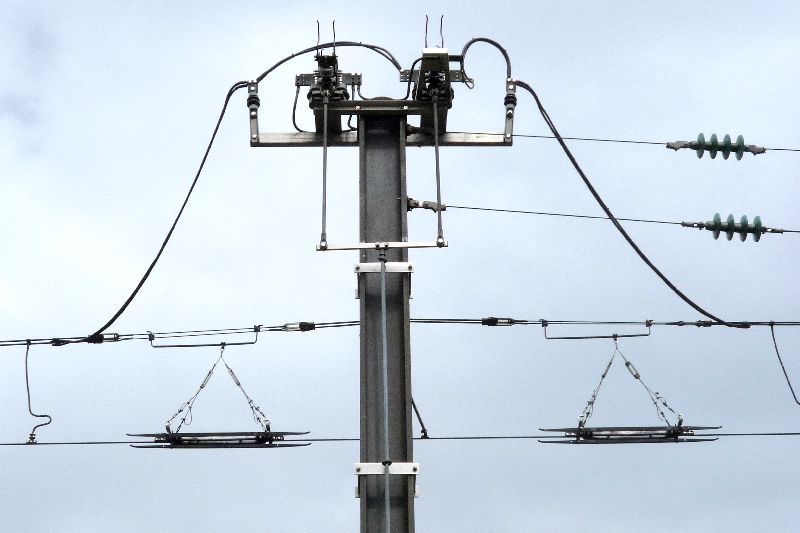
Systemtrennstelle in Brebach: 750-Volt-Gleichspannungsnetz (links) – stromloser Abschnitt (rechts)

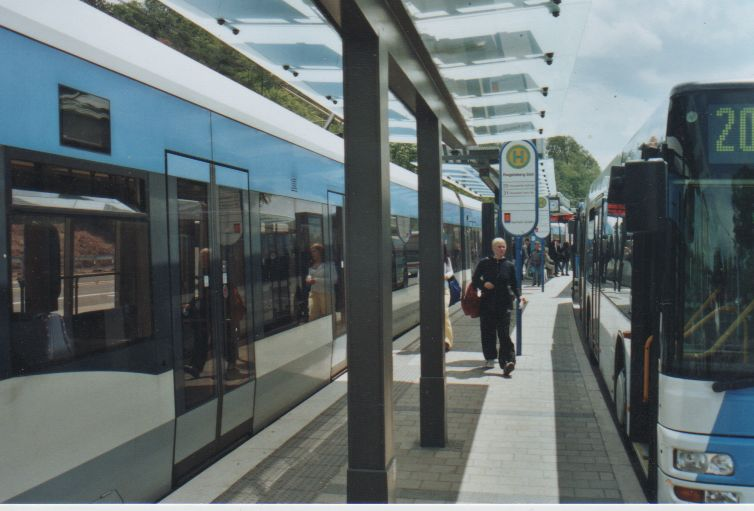
Riegelsberg Süd

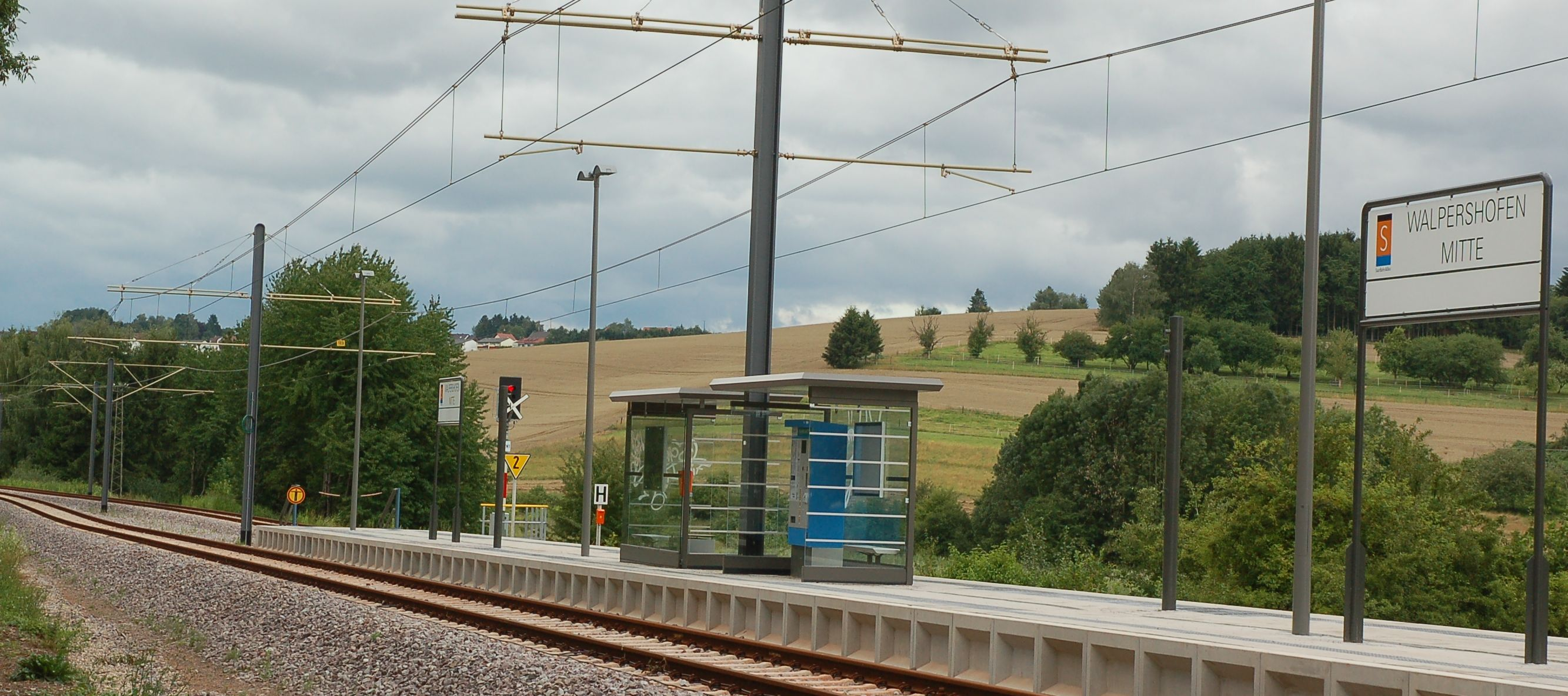
Walpershofen Mitte

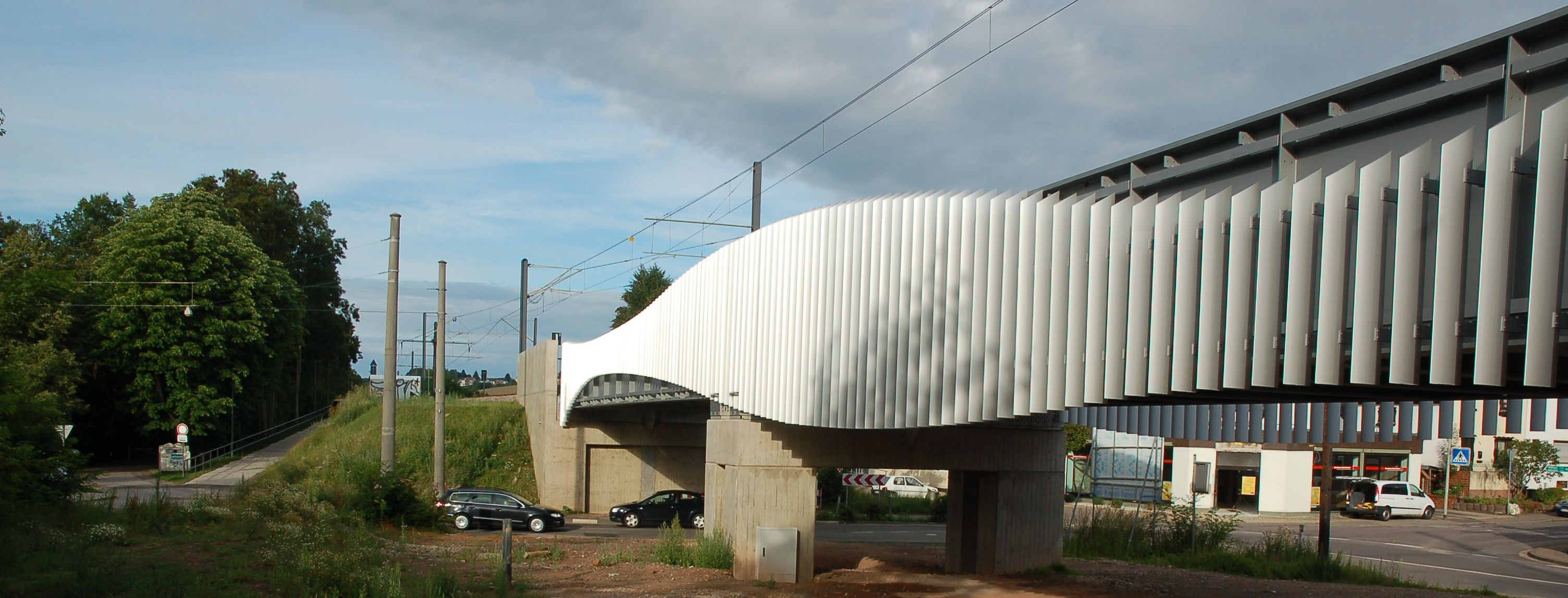
Neue Bahnüberführung für die Saarbahn in Walpershofen

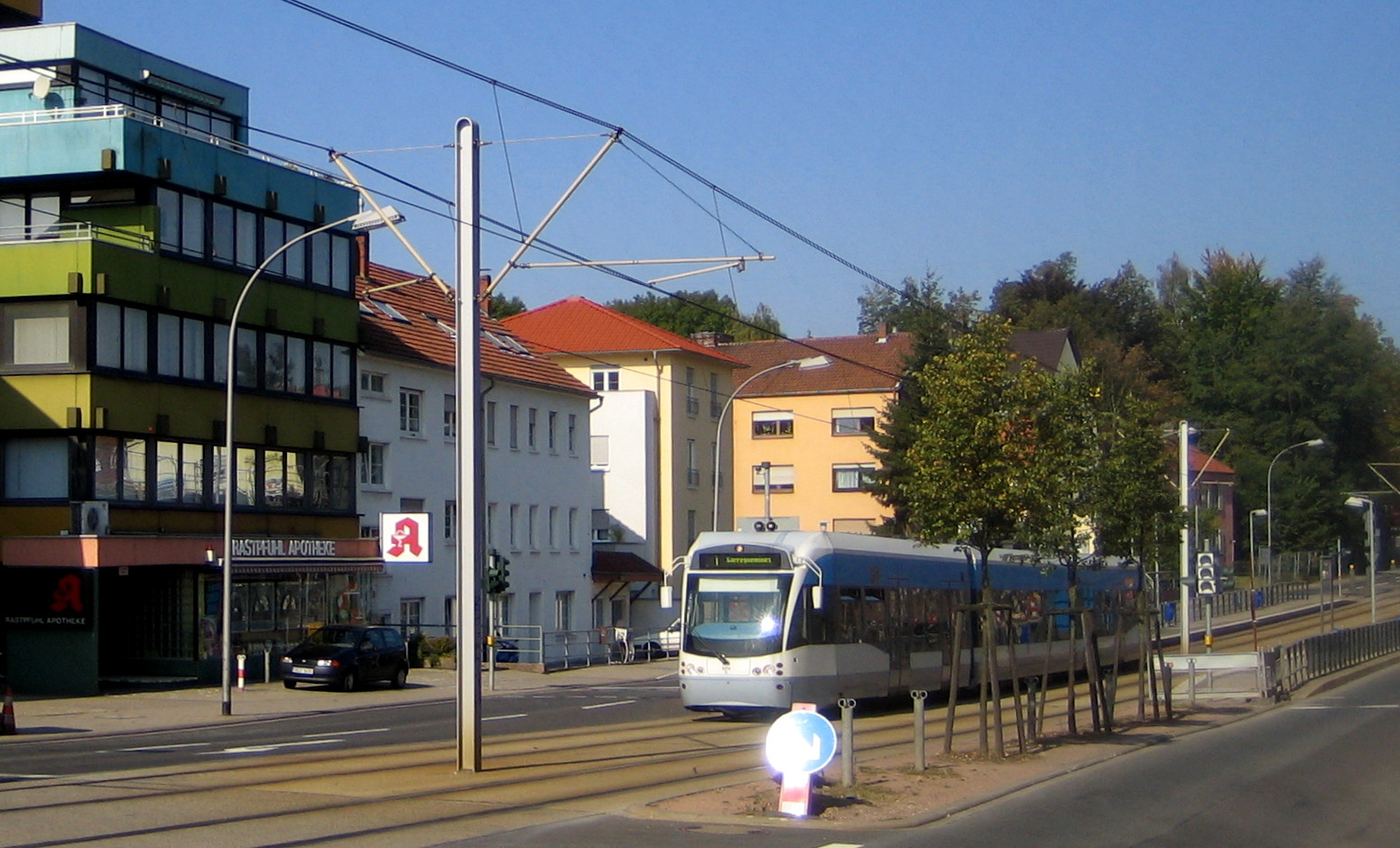
Vor der Haltestelle Rastpfuhl

Das eigentliche Kernstück der Saarbahn – die Neubaustrecke zwischen Brebach Bahnhof und Ludwigstraße – wurde nach knapp zweieinhalb Jahren Bauzeit am 24. Oktober 1997 in Betrieb genommen. Zwischen Römerkastell und Brebach Bahnhof befindet sich seitdem eine Systemtrennstelle. Hierbei handelt es sich um einen 90 Meter langen stromlosen Fahrleitungsabschnitt, der mit Schwung durchrollt wird, während die Fahrzeugelektrik sich automatisch auf das jeweils andere System umstellt. Die aus der Innenstadt kommenden Saarbahntriebwagen wechseln dabei von 750 Volt Gleichspannung auf 15.000 Volt Wechselspannung und verkehren über Kleinblittersdorf bis ins lothringische Saargemünd. Der französische Abschnitt ab dem Grenzbahnhof Hanweiler war bereits seit 1983 mit dem deutschen Stromsystem ausgerüstet. Das erste Stadtbahnfahrzeug, das Saargemünd erreichte, war der Zweisystemtriebwagen 810 der Albtal-Verkehrs-Gesellschaft (AVG), der am 11. September 1993 im Rahmen einer Präsentationsfahrt dorthin fuhr. Beim Bau der Haltestelle Römerkastell wurde ein möglicher Weiterbau Richtung Scheidt / St. Ingbert berücksichtigt und ein zusätzliches Gleis angelegt, das jedoch später bei Bauarbeiten entfernt wurde.

### Norderweiterung
Der Ausbau in die andere Richtung erfolgte in mehreren Etappen. Ab 31. Juli 1999 bis Cottbuser Platz, ab 13. November 2000 bis Siedlerheim, ab 24. September 2001 bis Riegelsberg Süd und ab 26. September 2009 bis Walpershofen/Etzenhofen. An den bis zuletzt strittigen Mehrkosten von etwa 630.000 Euro jährlich für den Abschnitt Riegelsberg Süd–Walpershofen/Etzenhofen beteiligen sich die Stadt Saarbrücken, die Gemeinde Riegelsberg und indirekt auch das Saarland. Auf der ehemaligen Trasse der Köllertalbahn durch Walpershofen und Dilsburg wurden im Januar und Februar 2009 Rodungsarbeiten durchgeführt, die Bahnüberführung in der Ortsmitte von Walpershofen wurde 2009/10 erneuert und im Sommer 2011 war die Reaktivierung bis Heusweiler Markt weitgehend abgeschlossen. Der Regelbetrieb bis dorthin wurde am 31. Oktober 2011 aufgenommen.
Obwohl seit 2011 in Walpershofen ein weiterer Wechsel zwischen BOStrab und EBO stattfindet, wird das Stromsystem dort nicht gewechselt, denn auf der eigens für die Saarbahn elektrifizierten Köllertalbahn wird ebenfalls mit 750 Volt Gleichspannung gefahren.
Seit dem 5. Oktober 2014 fährt die Saarbahn bis Lebach und in der Hauptverkehrszeit weiter auf der Primstalbahn bis Lebach-Jabach.
Die Norderweiterung der Saarbahn ins und im Köllertal erfolgte weitgehend auf zwei historischen Bahntrassen:
Von Saarbrücken durch den Köllertaler Wald und Riegelsberg folgt die Saarbahn bis Riegelsberg-Güchenbach zunächst dem Verlauf der historischen Riegelsberger Straßenbahn: Ab 1907 führte eine Überlandstraßenbahn von St. Johann/Saarbrücken über Riegelsberg nach Heusweiler. Der Streckenverlauf entsprach weitgehend dem der heutigen Bundesstraße 268, führte also damals von Güchenbach über den Stumpen direkt nach Heusweiler. Die Straßenbahn wurde 1953 durch Trolleybusse, diese wiederum 1964 durch Dieselbusse, ersetzt.
Es folgt ein kleines Teilstück der Saarbahnstrecke zwischen Riegelsberg-Güchenbach und der Haltestelle Walpershofen/Etzenhofen, das ohne historischen Vorläufer ist. Hier fährt die Saarbahn in Ost-West-Richtung entlang des Russenwegs, der Landesstraße 267.
Unmittelbar hinter der Haltestelle Walpershofen/Etzenhofen schwenkt die Saarbahn auf die Trasse der Köllertalbahn ein, auf der sie weiter nach Norden durch Walpershofen, Heusweiler und Eiweiler bis Lebach fährt.

### Zehnjähriges Jubiläum
Am 24. Oktober 2007 feierte die Saarbrücker Stadtbahn ihr zehnjähriges Betriebsjubiläum. Seit Betriebsaufnahme wurden mehr als 100 Millionen Fahrgäste befördert, fast doppelt so viele, wie ursprünglich geplant. Damit hat sich die Saarbrücker Stadtbahn zu einem großen Erfolg mit Modellcharakter entwickelt; andere Städte, in denen die Einrichtung einer Stadtbahn angedacht wird, orientieren sich unter anderem am Saarbrücker System.

## Fahrzeuge
Aktuell sind 27 Fahrzeuge des Typs Flexity Link im Einsatz. Diese wurden von Bombardier in Wien und Brügge gefertigt. Sechs Wagen waren zeitweise nach Kassel ausgeliehen; sie liefen dort im Vorlaufbetrieb der RegioTram Kassel. Zum Fahrplanwechsel im Dezember 2009 wurden drei Fahrzeuge an die Stadtbahn Karlsruhe ausgeliehen, die dort bis Dezember 2013 auf der Linie S 9 zum Einsatz kamen. Im Hinblick den Fahrzeugersatz wurde der erste der ursprünglich 28 Wagen mit der Fahrzeugnummer 1001 außer Betrieb genommen und ab März 2024 verschrottet.

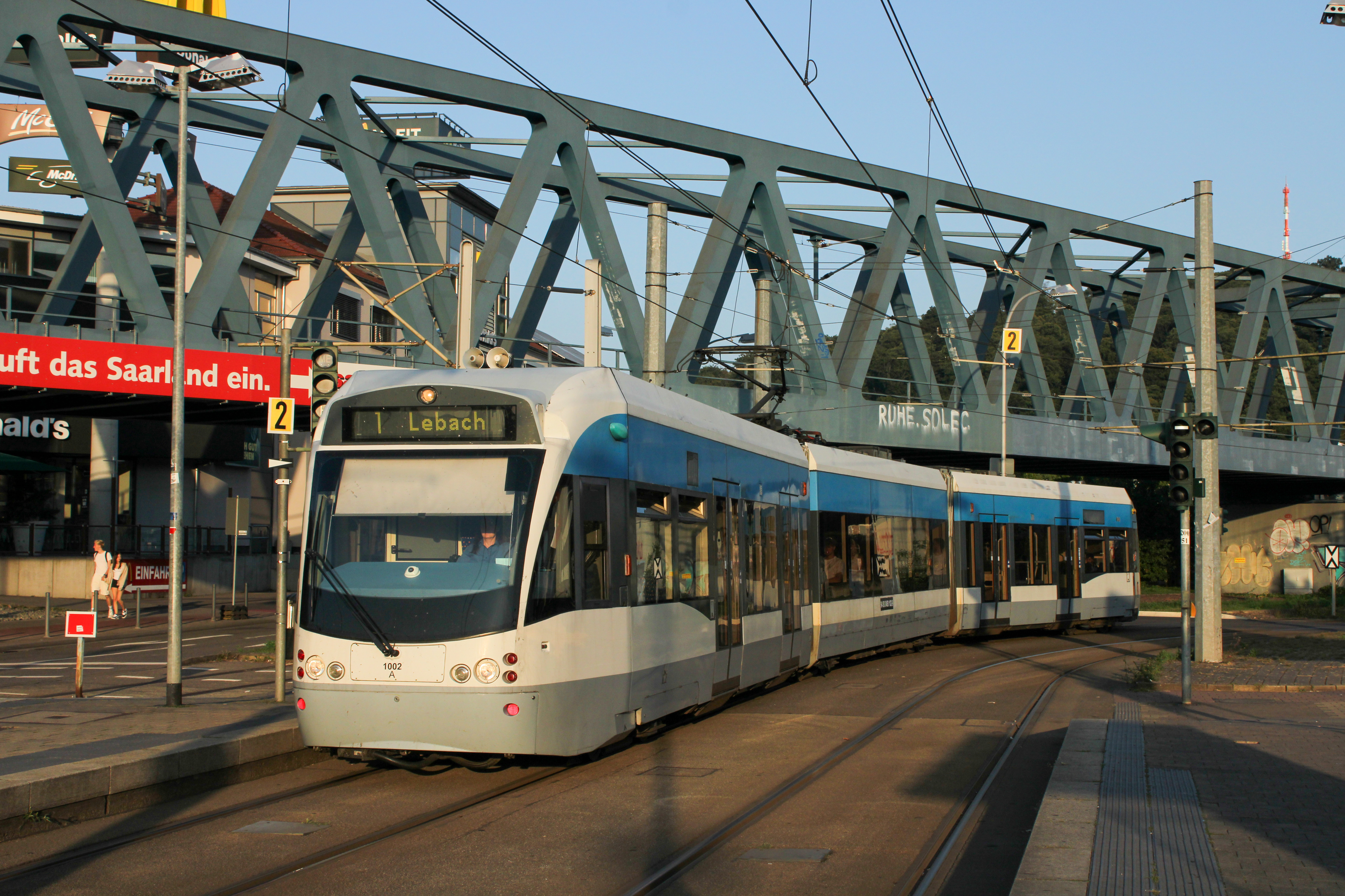
Saarbahn TW 1002 an der Haltestelle Römerkastell (2025)

Im Rahmen des Projekts VDV-Tram-Train hat die Saarbahn GmbH gemeinsam mit fünf weiteren Verkehrsunternehmen im deutschen Sprachraum 504 Regionalstadtbahn-Fahrzeuge ausgeschrieben, davon 28 für die Saarbahn. Den Zuschlag auf die Ausschreibung erhielt Stadler. Die ersten vier Fahrzeuge vom Typ Citylink sollten 2024 an die Saarbahn geliefert werden. Durch die Flutkatastrophe in Spanien 2024, die auch den Produktionsstandort in Valencia betrag, verzögerte sich die Auslieferung. Mitte Mai 2025 waren erste Wagen für Test- und Probefahrten in Deutschland angekommen. Am 9. Juni 2025 wurde der erste Triebwagen öffentlich in Brebach vorgestellt. Die Saarbahn erwartete für dasselbe Jahr die Auslieferung drei weiterer Triebzüge, hoffte auf einen Abschluss des Zulassungsverfahrens bis Ende 2025 und plante den Beginn des Fahrgastbetrieb von zunächst bis zu vier Einheiten nach einer nachfolgenden kurzen internen Inbetriebnahme-Phase im ersten Halbjahr 2026.

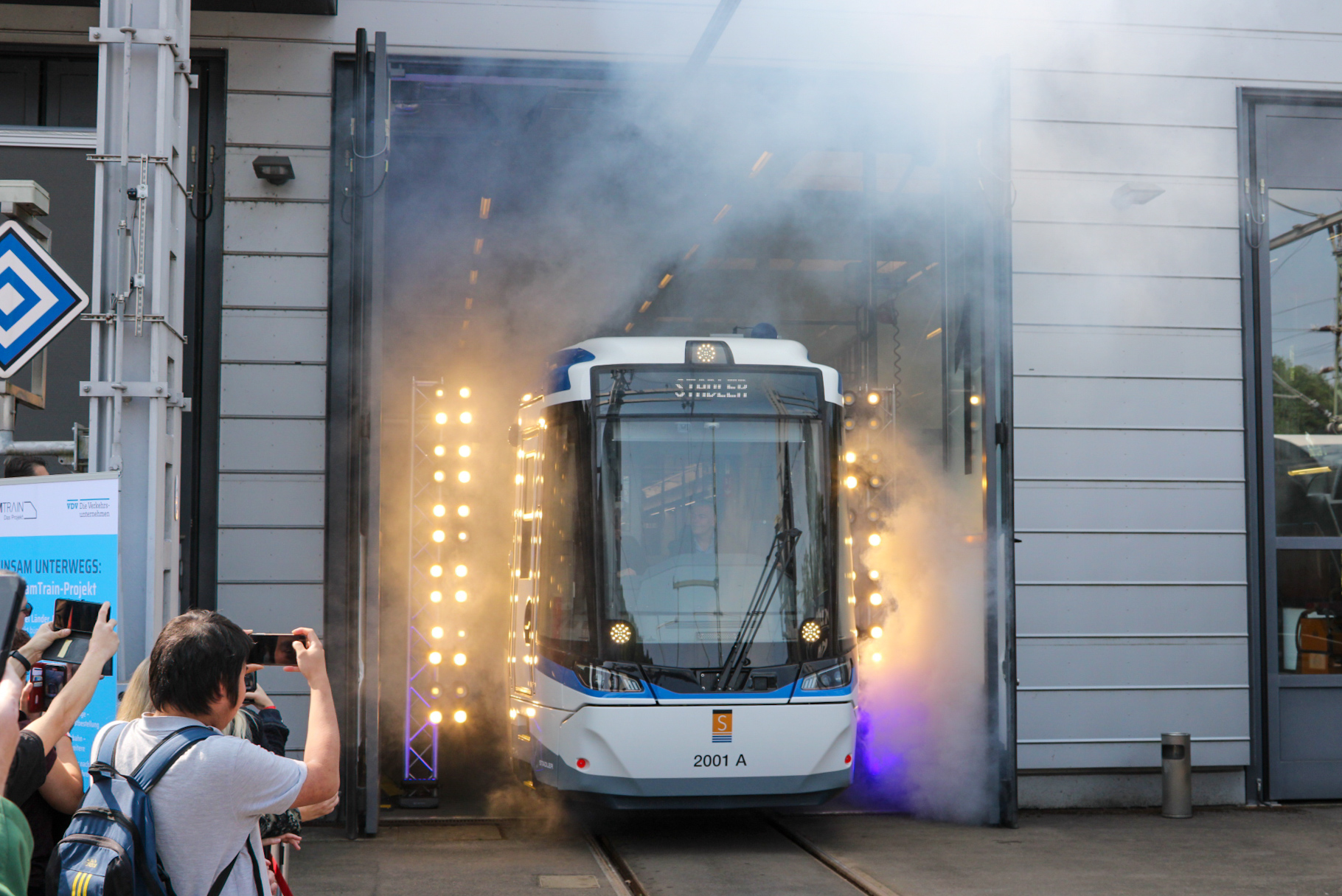
Vorstellung des TW 2001 am 09.06.2025 in Brebach

## Betrieb

### S 1 (planmäßige Linie)

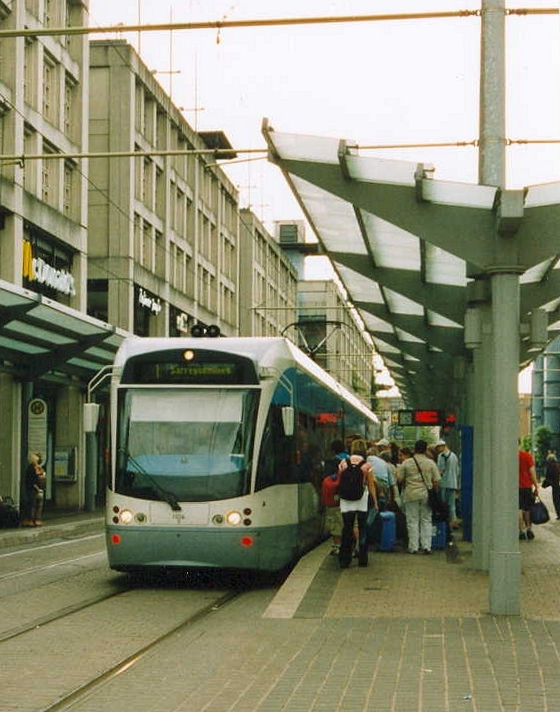
S 1 vor der Saargalerie (heute Europa-Galerie) am Saarbrücker Hbf

Das gegenwärtige Betriebskonzept auf der einzigen planmäßig bedienten Linie, der 44 Kilometer langen Durchmesserlinie S 1 zwischen Lebach-Jabach und Saargemünd, sieht tagsüber im Kernbereich zwischen Siedlerheim und Brebach einen 7½-Minuten-Takt vor. Ursprünglich war für den Innenstadtbereich sogar ein Fünf-Minuten-Takt geplant, der jedoch wieder verworfen wurde, weil er zu betrieblichen Problemen geführt hätte. Auf den Streckenabschnitten Brebach–Kleinblittersdorf sowie Heusweiler Markt–Siedlerheim gilt ein 15-Minuten-Takt, und die Abschnitte Kleinblittersdorf–Sarreguemines sowie Heusweiler Markt–Lebach werden alle 30 Minuten bzw. vormittags nur alle 60 Minuten bedient. Die nördliche Endstelle Lebach-Jabach wird nur morgens sowie um die Mittagszeit bedient.
In der Spätverkehrszeit wird der Takt in der Innenstadt auf 15 Minuten gedehnt, entsprechend ergeben sich 30-Minuten-Takte nach Kleinblittersdorf beziehungsweise Heusweiler Markt sowie 60-Minuten-Takte nach Lebach und Sarreguemines. Morgens sowie im Berufs- und Schülerverkehr und in der Nachmittagsspitze werden Doppeltraktionen eingesetzt, sonst Solowagen. Täglich befördert die Saarbahn etwa 40.000 Personen.

#### Anschlussfunktion
Die Linie S 1 bildet eine der Hauptachsen in Saarbrücken und ist vollständig ins Nahverkehrsnetz der Landeshauptstadt integriert. Fast alle Linien haben irgendwo Anschluss an die S 1 (Ausnahmen sind zum Beispiel die Linien 133, 163 und 164). Die wichtigsten Knotenpunkte sind (der „Bedeutung“ nach): Saarbrücken Hbf, Johanneskirche, Brebach Bf, Riegelsberg Süd, Römerkastell, Heusweiler Markt, Lebach Bf und Pariser Platz. Viele Buslinien sind zudem als reine Anschlusslinien an die Saarbahn konzipiert (Linien 120, 130, 131, 135, 137, 138, 139, 140, 142, 161, 162 u.v.w.).

### Ehemalige Sonderlinien

#### S 2 (Messelinie)

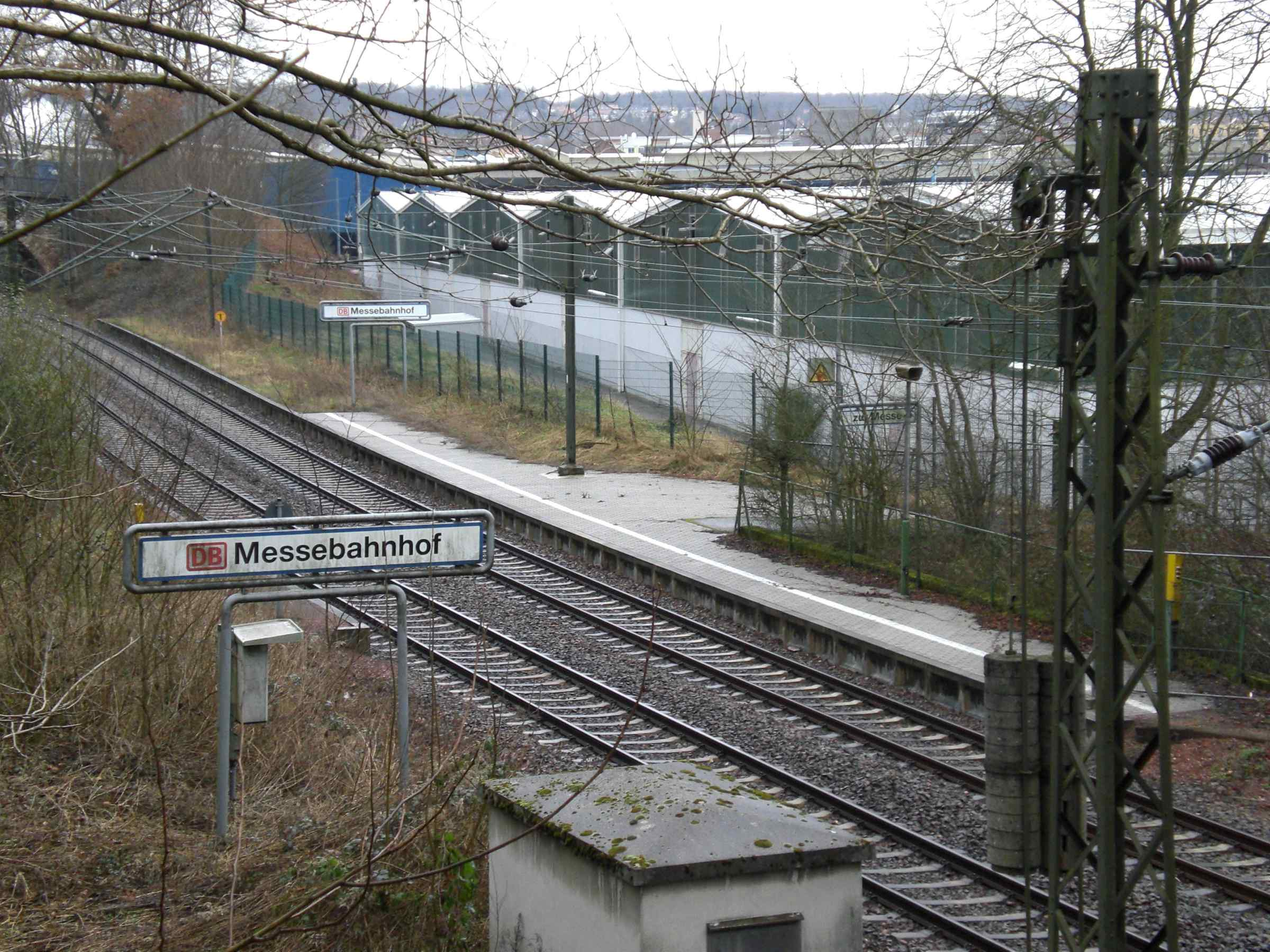
Saarbrücken Messebahnhof

Die Messelinie verkehrte bis 2006 anlässlich der Saarmesse und der Welt der Familie zwischen der Haltestelle Römerkastell und dem Bahnhof Fürstenhausen im 30-Minuten-Takt. Eine weitere Bedienung des Messebahnhofs erfolgte vom 24. bis zum 28. Mai 2006 während des Katholikentages. Seitdem verkehren zur Messe Sonderbusse der Linie 11E ab Hauptbahnhof. Anlässlich der 60. Saarmesse vom 28. März 2009 bis zum 5. April 2009 wurde vom saarländischen Wirtschaftsministerium einmalig eine erneute Bedienung des Messebahnhofs durch die Saarbahn im 60-Minuten-Takt finanziert. Ein Zu- und Ausstieg in Fürstenhausen war allerdings nicht mehr möglich.
Hinter der Haltestelle Ludwigstraße ist die Innenstadtstrecke über eine Rampe, wo sich eine weitere Systemtrennstelle befindet, mit der Rosseltalbahn verknüpft. Diese diente früher vor allem dem Kohleverkehr zur Grube Warndt; nach deren Stilllegung ist auch der Saarbahnbetrieb gefährdet. Von Fürstenhausen bis zur Grube Warndt wurde die Oberleitung bereits abgebaut.
Weiterhin wurde mittlerweile der zweigleisige Abzweig von der Saarbahn-Strecke zurückgebaut und durch einen eingleisigen Abzweig ersetzt, der nun ohne Gleiskreuzung auskommt.

#### S 3 (Warndtlinie)

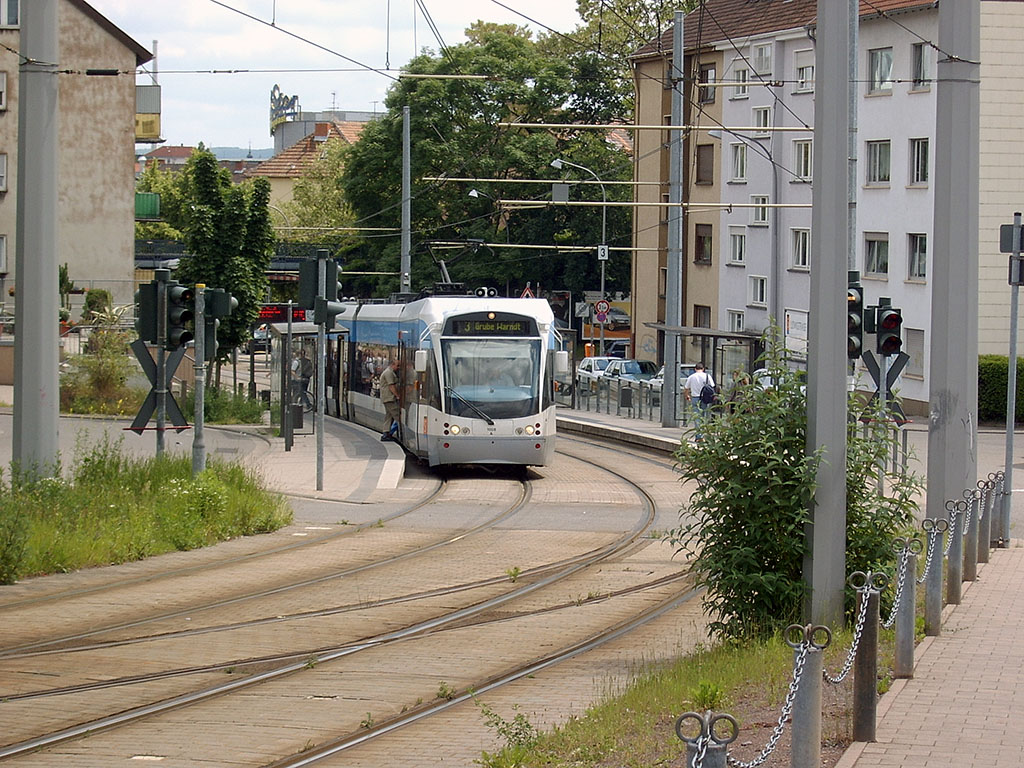
S 3 Richtung Warndt vor der Systemtrennstelle an der Abzweigstelle Messegelände

Die Linie S 3 (Warndtlinie) verkehrte nur während des jährlich stattfindenden Warndt-Weekends im 60-Minuten-Takt. Der Linienweg war bis zum Bahnhof Fürstenhausen mit der Linie S 2 identisch. Anschließend folgte sie der ehemaligen DB-Strecke bis zur stillgelegten Grube Warndt, aufgrund des oben erwähnten Oberleitungs-Rückbaus kann dieser Verkehr jedoch nicht mehr angeboten werden. Ihre letzte Fahrt war 2005.

#### S 9 (Ersatzverkehr bei Störungen)
Die Linie S 9 ist eine Ersatzlinie, die betrieben wurde, wenn die Saarbrücker Innenstadtstrecke nicht befahren werden konnte (etwa bei kurzzeitigen Betriebsstörungen oder bei größeren Veranstaltungen wie etwa Zielankünften der Deutschland Tour oder der Tour de France). Der Linienweg der S 9 folgte aus Richtung Saargemünd kommend ab dem Bahnhof Brebach der klassischen Strecke zum Saarbrücker Hauptbahnhof; die Ankunft dort erfolgte in der Regel auf Gleis 6. Die Linienführung der S 9 entsprach somit dem oben erwähnten Saarbahn-Vorlaufbetrieb des Jahres 1997. Weil dieser Streckenabschnitt auf ein Gleis zurückgebaut wurde, kann die S 9 nur alle 30 Minuten verkehren. Bei Betriebsstörungen auf der Innenstadtstrecke werden daher nur noch Busse im Schienenersatzverkehr zwischen Bahnhof Brebach und Innenstadt verwendet.

## Planungen

### Verbindung nach Großrosseln
Für den Verkehrsentwicklungsplan (VEP) des Saarlandes wurde die Reaktivierung der Rosseltalbahn bis Großrosseln als Saarbahn und als Eisenbahn im Dieselbetrieb geprüft. Die Variante als Saarbahn wies mit 2,9 ein besseres Nutzen-Kosten-Verhältnis (NKV) gegenüber der Variante als Eisenbahnbetrieb (NKV von 2,7) auf. Die Streckenführung wäre bis zum Endhaltepunkt Großrosseln mit der der ehemaligen Sonderlinie S 3 identisch.
Seit Anfang 2022 läuft eine Machbarkeitsstudie zur Reaktivierung der Strecke. Mit dem Studienergebnis wird an Ostern 2024 gerechnet.

### Verbindung zum Saarbasar
Der VEP des Landes sieht des Weiteren eine Verknüpfungsstation zwischen Saarbahn und S-Bahn Saarland am Saarbasar vor. Geplant ist eine eingleisige Stadtbahnstrecke vom Römerkastell bis zum Saarbasar, wobei die Trasse der ehemaligen Verbindungskurve zwischen Brebach und Schafbrücke genutzt werden soll.

### Verbindung nach Forbach (bzw. Universität und Dudweiler)
Nach dem aktuellen VEP der Landeshauptstadt Saarbrücken wird ein Ausbau der Stadtbahn im Rahmen einer neuen Linie vom französischen Forbach über die Saarbrücker Innenstadt über Alt-Saarbrücken und Deutschmühlental angestrebt. In weiteren Ausbaustufen könnte die Strecke bis zur Universität und letztendlich bis in den Stadtteil Dudweiler erweitert werden.